# Stellaria bungeana
Stellaria bungeana är en nejlikväxtart som beskrevs av Edward Fenzl. Stellaria bungeana ingår i släktet stjärnblommor, och familjen nejlikväxter. Utöver nominatformen finns också underarten S. b. stubendorfii.

## Bildgalleri

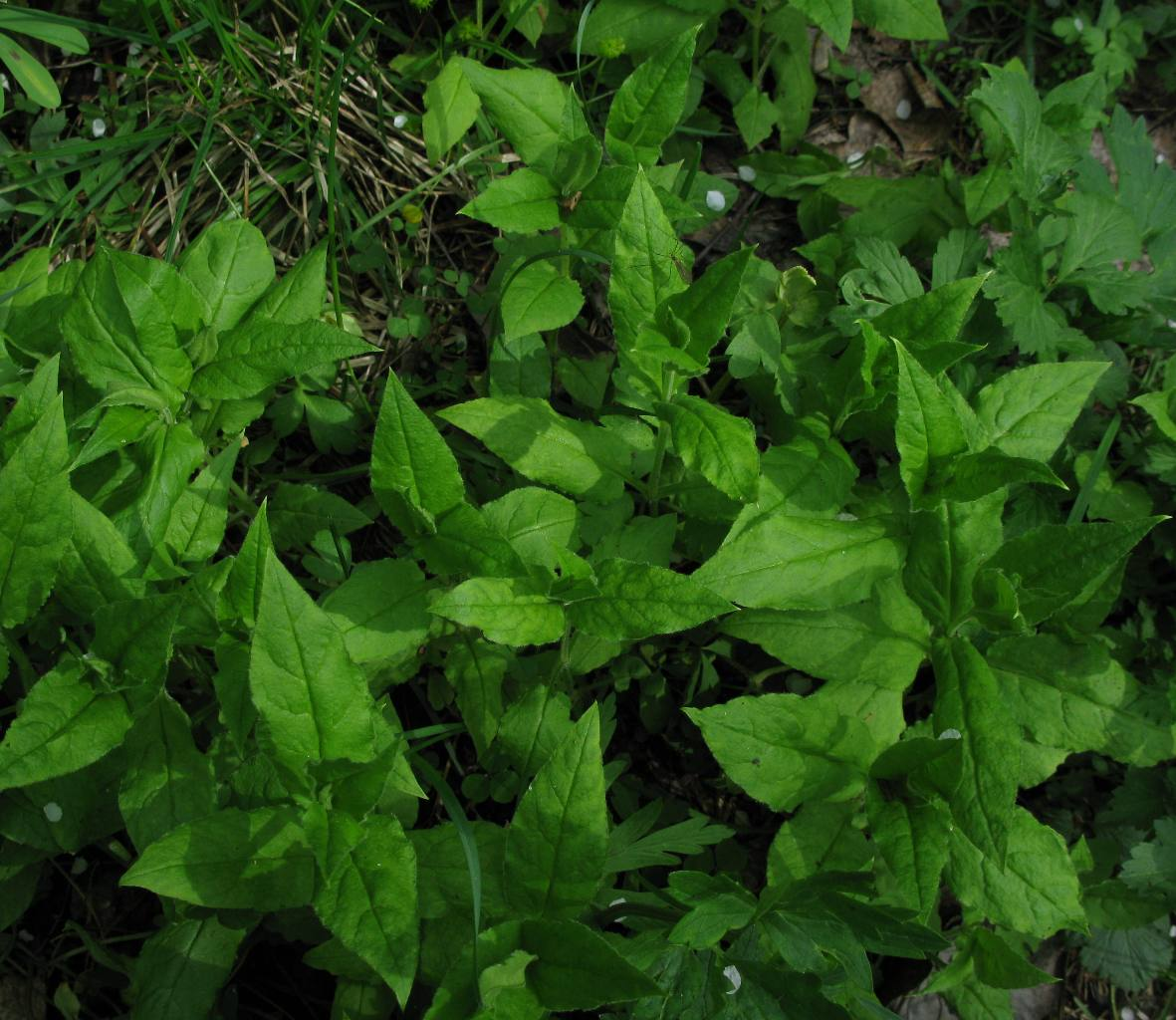
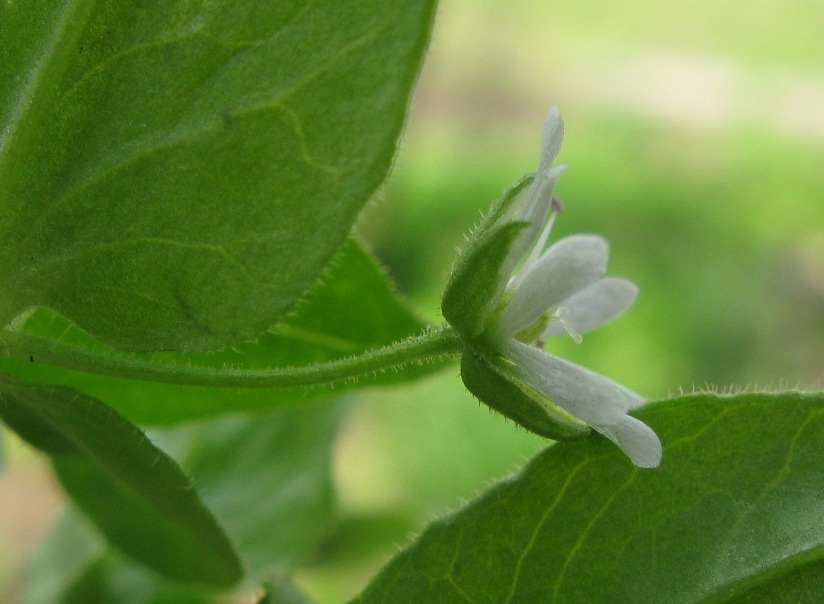
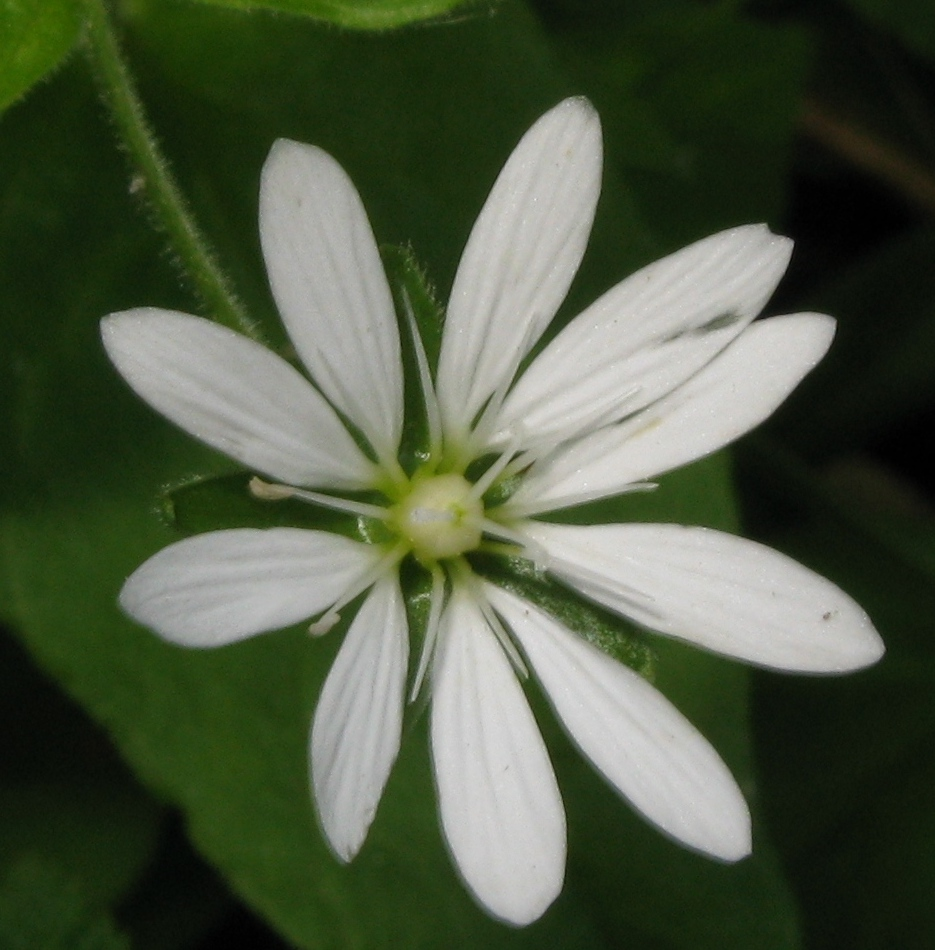